# Cunanax subradiata
Cunanax subradiata is een tweekleppigensoort uit de familie van de Condylocardiidae. De wetenschappelijke naam van de soort is voor het eerst geldig gepubliceerd in 1889 door Tate.